# Coelioxys labiosa
Coelioxys labiosa är en biart som beskrevs av Jesus Santiago Moure 1951. Coelioxys labiosa ingår i släktet kägelbin, och familjen buksamlarbin. Inga underarter finns listade i Catalogue of Life.